# ساری‌گل (شهر)
ساری‌گل (به ترکی استانبولی: Sarıgöl) شهری است در کشور ترکیه که در استان مانیسا واقع شده‌است. جمعیت این شهر بر اساس سرشماری سال ۲۰۰۸ میلادی ۱۳٬۲۱۶ نفر و بر اساس برآوردهای سال ۲۰۰۹ میلادی ۱۳٬۳۸۷ نفر می‌باشد.